# Éclipse solaire du 11 septembre 2007

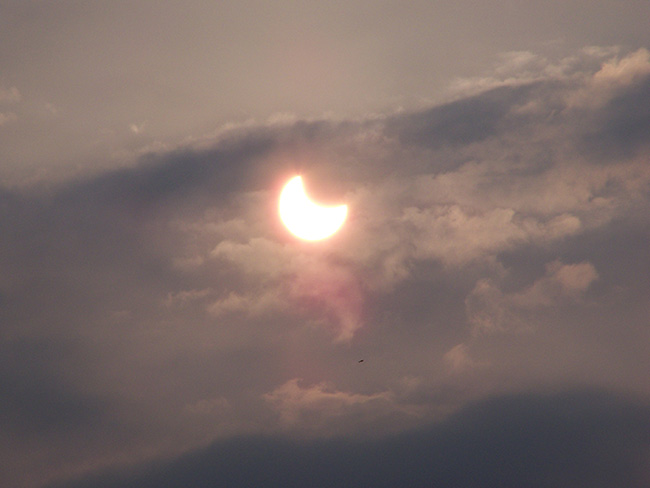
Éclipse solaire du 11 septembre 2007 observée depuis l'Argentine.

L'éclipse solaire du 11 septembre 2007 est une éclipse solaire partielle. Il s'agit de la 4e éclipse partielle du XXIe siècle.
Elle eut lieu, il y a : 17 ans, 5 mois et 25 jours.

## Caractéristiques
- Début : 10:25:46 UTC
- Maximum : 12:31:21 UTC
- Fin : 14:36:33 UTC
- Magnitude : 0,7505

## Visibilité

Animation de l'éclipse du 11 septembre 2007.

Elle a été visible sous forme partielle sur la partie sud de l'Amérique du Sud et sur une partie du continent de l'Antarctique.
Le maximum de l'éclipse a successivement traversé les territoires ou pays suivants :
- Antarctique
- Argentine
- Bolivie
- Brésil
- Chili
- Paraguay
- Pérou
- Uruguay